# امباکس
امباکس (به فرانسوی: Ambax) یک کامین در فرانسه است که در Canton of L'Isle-en-Dodon واقع شده‌است.

## خصوصیات
امباکس ۵٫۹۵ کیلومترمربع مساحت و ۶۹ نفر جمعیت دارد و ۴۰۰ متر بالاتر از سطح دریا واقع شده‌است.